# Franz Schachner
Franz Schachner (Liezen, 20 de julio de 1950) es un deportista austríaco que compitió en luge en la modalidad doble.
Participó en dos Juegos Olímpicos de Invierno en los años 1972 y 1976, obteniendo una medalla de bronce en Innsbruck 1976 en la prueba doble. Ganó dos medallas de bronce en el Campeonato Mundial de Luge, en los años 1974 y 1975, y una medalla de plata en el Campeonato Europeo de Luge de 1970.

## Palmarés internacional
| Juegos Olímpicos   | Juegos Olímpicos      | Juegos Olímpicos  | Juegos Olímpicos |
| Año                | Lugar                 | Medalla           | Prueba           |
| ------------------ | --------------------- | ----------------- | ---------------- |
| 1976               | Innsbruck (Austria)   | Medalla de bronce | Doble            |
| Campeonato Mundial |                       |                   |                  |
| Año                | Lugar                 | Medalla           | Prueba           |
| 1974               | Königssee (RFA)       | Medalla de bronce | Doble            |
| 1975               | Hammarstrand (Suecia) | Medalla de bronce | Doble            |
| Campeonato Europeo |                       |                   |                  |
| Año                | Lugar                 | Medalla           | Prueba           |
| 1970               | Hammarstrand (Suecia) | Medalla de plata  | Doble            |